# Andrew Laine
Andrew F. Laine é um engenheiro biomédico americano, actualmente Professor Percy K. e Vida L. W. Hudson na Universidade de Columbia e é bolsista do Instituto de Engenheiros Eléctricos e Electrónicos.